# Clearlooks

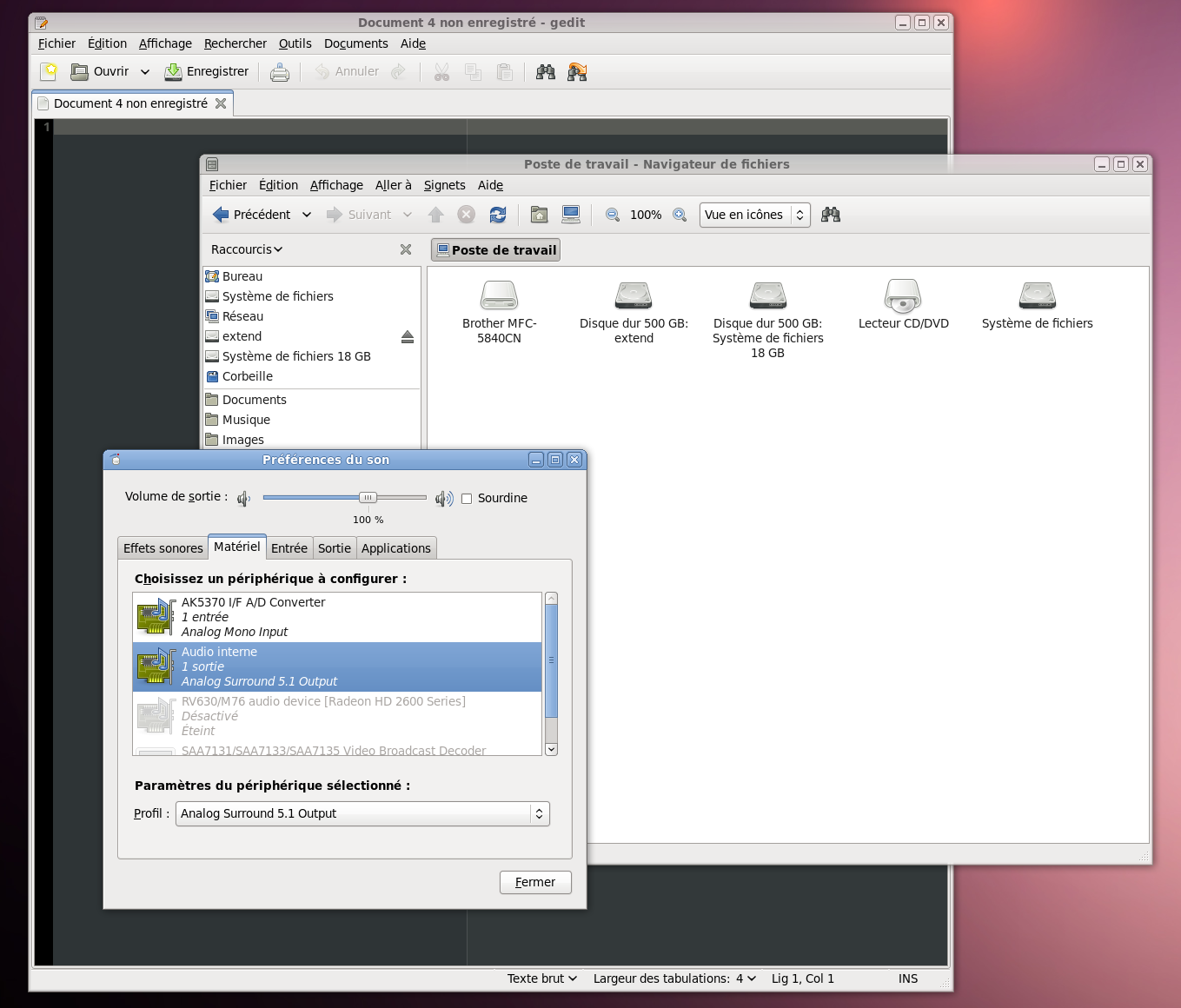
Tema Clearlooks.

Clearlooks es un tema de escritorio para entornos como GNOME y Xfce, los cuales utilizan las bibliotecas GTK+. Está basado en el tema Bluecurve de la distribución Red Hat.

## Distribuciones que usan el tema ClearLooks
Es el tema por defecto para algunas distribuciones GNU/Linux, como Fedora Core (versiones 4 a 6) y Foresight Linux. Además, las versiones de Ubuntu anteriores a la 6.06 y las versiones actuales de SUSE Linux incluyen temas basados en Clearlooks con un esquema de colores personalizado.

## Contribuciones
Algunos usuarios han contribuido con temas que cambian el esquema de colores y algunos efectos visuales de Clearlooks, lo que llevó a la creación de temas derivados, los cuales están publicados en sitios como art.gnome.org y GnomeLook.